# Crkva Gospe od Site u Strožancu
Crkva Gospe od Site, rimokatolička crkva u Strožancu, općina Podstrana. S pratećim slojevima ispod i u neposrednom okružju čini arheološko nalazište i zaštićeno kulturno dobro

## Opis dobra
Arheološko nalazište i crkva Gospe od Site nalazi se u naselju Stožancu u općini Podstrana. Današnja crkva sv. Marije poznatija u narodu kao Gospe od Site naziv je dobila prema močvarnoj biljci koja raste u okolici (lat. iuncus), sagrađena je 1954. godine na mjestu starije srednjovjekovne, koja je porušena 1944. godine. Prvotna crkva, sagrađena je vjerojatno u 11. stoljeću, a prvi put se spominje 1129. godine pod imenom sv. Marije u ispravama samostana sv. Stipana pod Borima u Splitu. U arheološkim istraživanjima pronađeni su ostaci villae rusticae s kraja 4. stoljeća, od koje su sačuvane jedna veća prostorija, dimenzija 27 x 15 m, zid sa sjeverne strane crkvice dužine 6 m te još dvije manje prostorije istočno od ulaza u crkvu. U kasnom srednjem vijeku, na ruševinama kasnoantičke vile nastaje groblje, gdje se u razdoblju od 14. do kraja 18. stoljeća, ukapaju mještani Opaćeg sela. Arheološko nalazište i crkva Gospe od Site višeslojno je arheološko nalazište koje oslikava život Podstrane od kasne antike do danas.

## Zaštita
Pod oznakom Z-6978 zavedena je kao nepokretno kulturno dobro - pojedinačno, pravna statusa zaštićena kulturnog dobra, klasificirano kao "arheološka baština".